# Glenea conspersa
Glenea conspersa là một loài bọ cánh cứng trong họ Cerambycidae.